# Norbert Tarayre
Norbert Tarayre est un cuisinier, animateur de télévision et humoriste français, né le 22 septembre 1982 à Enghien-les-Bains dans le Val-d'Oise.
Découvert lors de la troisième saison de l’émission Top Chef, il participe et anime plusieurs émissions. En parallèle, il écrit des livres de cuisine et monte sur scène pour un spectacle solo, de 2015 à 2016. En 2023, Norbert retourne en cuisine à la tête du 19.20 de l'hôtel Prince de Galles. Victime d’un pneumothorax en 2022, il arrête certaines de ses activités avant d'être nommé un an plus tard à la tête du 19.20 de l'hôtel Prince de Galles.

## Biographie

### Ses premiers restaurants
À dix-huit ans, après avoir raté ses examens de charcutier, Norbert Tarayre part faire ses armes à Londres dans le trois-étoiles Chez Nico (Nico Ladenis (en)). Il débute en bas de l’échelle : après deux ans de plonge, il devient aide-cuisinier, puis commis. De retour en France, son expérience n'est pas reconnue. Grâce à des faux CV, il rentre dans les cuisines de Bernard Loiseau où il rencontre Mauro Colagreco. Il ouvre son premier restaurant à Nyons, puis à Pierrelongue. Il délaisse ensuite la Drôme pour aller s'installer à Megève.

### Carrière

#### Émissions culinaires
En 2012, le public découvre Norbert Tarayre, lors de la troisième saison de l’émission de Top Chef sur M6 où il finit à la troisième place tandis que Jean Imbert gagne la finale. Même année, il rejoint M6 où il co-anime l’émission culinaire Norbert et Jean : Le Défi avec Jean Imbert. En 2015, il présente seul l'émission Norbert, commis d'office. De 2016 à 2023, il est animateur et juré, avec Bruno Cormerais (saisons 4 à 10) et Noëmie Honiat (saison 10), dans l'émission La Meilleure Boulangerie de France, il quitte l'émission le 26 septembre 2023, Michel Sarran le remplace.
En 2017, il anime un rendez-vous quotidien, Toque Show, sur la chaîne M6 et se met en scène dans Norbert sert le gratin, un divertissement diffusé sur 6play dans lequel il réalise des recettes.
En décembre 2022, Norbert lance sa chaine Youtube, Le Loft de Nono qui sera plus tard simplement renommée Norbert Tarayre, mais gardera la même icône que précédemment.

#### Autres apparitions à la télévision
En 2013, Norbert Tarayre participe avec Jean Imbert à la neuvième saison de Pékin Express. Du 27 novembre au 18 décembre 2013, il participe et remporte l’émission Ice Show.
En 2014, il est juré pour l'émission Des gîtes pas comme les autres.
Il joue également un rôle dans la série « les petits cuistots » sur M6 Kids.
En 2017, il apparaît dans la saison 3 de l'émission Top Gear France aux côtés de Jacques Laffite et d'Enora Malagré sur RMC Découverte.
Dans une récente interview, Norbert Tarayre a exprimé le souhait d'apparaitre dans un film Les Tuches, annonce qui a créé l'événement et les fans espèrent le voir dans ce film Les Tuche 4.

#### Restaurants
Dès 2014 il est consultant pour Hakim Gaouaoui, les Bistrots Pas Parisiens. L'objectif est de proposer de la bistronomie de qualité en banlieue. Le groupe rencontre un franc succès et ouvre en quelques années 6 restaurants. Depuis son inauguration le 17 novembre 2014, il est le chef du restaurant Saperlipopette ! à Puteaux dans les Hauts-de-Seine.
Fin 2015, Hakim Gaouaoui ouvre Macaille, il utilise l’image de Norbert pour faire décoller le restaurant  à Suresnes dans les Hauts-de-Seine, devenu depuis Le Bistrot Top Chef. Il a ressuscité aussi l'ex-Bistrot de Paris à Colombes, dénommé aujourd'hui Le Bistrot Pas Parisien, comme d'autres restaurants appartenant au même groupe (Asnières, Rueil-Malmaison, La Garenne-Colombes).
En 2023, Norbert annonce quitter les Pas Parisiens et rejoindre le 19.20 comme consultant pour l’un des restaurants de l’hôtel Prince de Galles.

#### Sur scène
De 2015 à 2016, Norbert Tarayre monte sur la scène de La Nouvelle Ève à Paris pour un one-man-show écrit pour lui par Arnaud Gidoin et produit par M6, intitulé One man Show Patate ! Ce spectacle ne rencontre pas le succès comme le reconnaît lui-même le cuisinier et malgré cet échec, une tournée en province débute en octobre 2015.
Le 19 février 2016, il joue à Orange, sur la scène du Palais des Princes.
Entre 2018 et 2020, il joue dans C'est pas du tout ce que tu crois d’Élodie Wallace et Manu Rui Silva, mis en scène par Olivier Macé.

### Vie privée
Norbert Tarayre a trois filles avec son ex-épouse  Amandine : Gayane, Laly et Aliya.
Marié depuis 2006, il annonce sa séparation avec son épouse Amandine. Le 24 avril 2020, il annonce être en couple et attendre un garçon, Elydjah, né le 7 juin.
Norbert lance son agence de communication en 2022, The Atrenders.

## Télévision

### Animateur
- 2012-2014 : Norbert et Jean : Le Défi sur M6 et 6ter, avec Jean Imbert
- 2014 : Des gîtes pas comme les autres sur M6
- 2015 : Les P'tits cuistots sur M6
- 2015-2019 : Norbert, commis d'office sur 6ter
- 2016-2022, 2025 : La Meilleure Boulangerie de France sur M6 : coanimation avec Bruno Cormerais
- 2017 : Toque Show sur M6
- 2017 : SOS Cantine : les chefs contre-attaquent sur M6
- 2018-2019 : Le meilleur repas de Noël/de fêtes sur M6
- 2020-2021  : La Grande vadrouille de Norbert sur 6ter
- 2022-2024 : Le Meilleur Pâtissier, spécial célébrités sur Gulli : coanimation avec Mercotte
- 2022 : Chefs à domicile - livraison exceptionnelle avec Jérome Anthony sur M6
- 2022 : Le combat des régions sur M6
- 2024 : La Meilleure cuisine régionale, c'est chez moi !, coanimation avec Yoann Conte sur M6

### Chroniqueur
- 2012-2014 : 100% mag sur M6 : chroniqueur
- 2012 : 100% foot sur W9 : chroniqueur
- Depuis 2018 : Les 100 vidéos qui ont fait rire le monde entier sur W9 : chroniqueur
- 2024 : Les Traîtres, révélations sur la suite… animée par Juju Fitcats sur M6 : chroniqueur

### Participant/candidat
- 2012 : Top Chef - saison 3 sur M6
- 2013 : Un dîner presque parfait sur W9
- 2013 : Ice Show sur M6
- 2013 : Pékin Express - saison 9 sur M6
- 2014 : Total Blackout sur W9
- 2014 et 2016 : L'Œuf ou la Poule ? sur D8
- 2017 : Top Gear France sur RMC Découverte
- 2020 : Les Marseillais vs le Reste du monde sur W9 : invité lors de la première semaine
- 2020 : Boyard Land sur France 2
- 2023 : Les Traîtres (saison 2) sur M6
- 2023 : Qui peut nous battre ? sur M6 : participant
- 2024, 2025 : Fort Boyard sur France 2 : candidat
- 2025 : Pékin Express : La Route des tribus légendaires sur M6 : « passager mystère »
- 2025 : Top Chef sur M6 : saison 16, épisode 9 : candidat de la 3e équipe dans « La guerre des restos »

### Filmographie
- 2022 : Scènes de ménages (soirée 35 ans M6 : tous en scène !)